# Michael Harvey (Taekwondoin)
Michael Paul Harvey (* 21. September 1989 in Manchester) ist ein britischer Taekwondoin. Er startet in der Gewichtsklasse bis 63 Kilogramm.
Harvey trat für den Verein Manchester Aces in seiner Heimatstadt an. Er begann im Alter von fünf Jahren mit seinem Sport. Seine ersten internationalen Titelkämpfe bestritt Harvey bei der Junioreneuropameisterschaft 2005 in Baku, wo er das Halbfinale erreichte und Bronze gewann. Im Jahr 2008 qualifizierte er sich für die Olympischen Spiele in Peking. Dort startete er in der Gewichtsklasse bis 58 Kilogramm, erreichte das Viertelfinale, wo er gegen Guillermo Pérez ausschied und am Ende Rang sieben belegte. Im folgenden Jahr bestritt Harvey in Kopenhagen seine erste Weltmeisterschaft, schied jedoch in seinem Auftaktkampf aus. In die internationale Spitze drang er während der Weltmeisterschaft 2011 in Gyeongju vor. Er erreichte das Finale gegen Lee Dae-hoon und gewann die Silbermedaille. Bei der Heimeuropameisterschaft 2012 in Manchester wurde Harvey erstmals Europameister.